# Arifin C. Noer
Arifin Chairin Noer (ur. 10 marca 1941 w Cirebonie, zm. 28 maja 1995 w Dżakarcie) – indonezyjski dramaturg, poeta, scenarzysta i reżyser.
Jego scenariusze były wielokrotnie nagradzane, m.in. scenariusz do filmu Pemberang, nagrodzony za najlepsze dialogi na Film Festival Asia (FFA) w 1972 roku. Scenariusze do filmów Rio Anakku (1973), Melawan Badai (1974), Pengkhianatan G30S/PKI (1984), Taksi (1990) zdobyły prestiżowe nagrody Citra na Festival Film Indonesia (FFI). Jego sztuki były przekładane na szereg języków, m.in. angielski, francuski, szwedzki i chiński.

## Twórczość literacka (wybór)
- Arifin Noer, Mega, mega : sandiwara tiga bagian, Pasar Minggu, Jakarta: Pustaka Firdaus, 1966, ISBN 979-541-118-7. Brak numerów stron w książce
- Arifin Noer, The bottomless well : a play in four acts, Jakarta: Lontar Foundation, 1992, ISBN 979-8083-10-5. Brak numerów stron w książce
- Arifin Noer, Good morning, Jajang, Singapore: Dept. of Malay Studies, National University of Singapore, 1995, ISBN 978-9971-62-387-6. Brak numerów stron w książce
- Arifin Noer, Orkes madun, atawa, Madekur dan tarkeni ; Umang-umang ; Sandek pemuda pekerja ; Ozone ; Magma, Jakarta: Pustaka Firdaus, 2000, ISBN 979-541-119-5. Brak numerów stron w książce
- Arifin C. Noer (red.), Ideologi teater modern kita, Yogyakarta: Pustaka Gondho Suli, 2000, ISBN 979-9443-00-8. Brak numerów stron w książce

## Filmografia (wybór)
- Rio Anakku (1973)
- Melawan Badai (1974)
- Suci Sang Primadona (1977)
- Petualang-Petualang (1978)
- Yuyun Pasien Rumah Sakit Jiwa (1979)
- Harmonikaku (1979)
- Serangan Fajar (1981)
- Djakarta 1966 (1982; wyd. 1988)
- Pengkhianatan G30S/PKI (1984)
- Matahari Matahari (1985)
- Biarkan Bulan Itu (1986)
- Taksi (1990)
- Bibir Mer (1991)
- Tasi oh Tasi (1992)